# Huntington (Virginia Occidentale)
Huntington è una città degli Stati Uniti d'America, capoluogo della Contea di Cabell, nello Stato della Virginia Occidentale.
È la seconda città dello stato per popolazione.Si trova alla confluenza dei fiumi Ohio e Guyandotte, a circa 50 miglia (80 km) a ovest di Charleston. Collis P. Huntington, un magnate delle ferrovie, propose di costruire lì il terminal occidentale della Chesapeake e della Ohio Railway nel 1869. Acquistò un terreno allora chiamato Holderby's Landing e la città fu incorporata nel 1871 e ribattezzata Huntington. Dopo l'arrivo della ferrovia nel 1873, la città iniziò a prosperare. Nel 1888 il capoluogo della contea fu spostato da Barboursville a Huntington. La città si trova a semicerchio su ampie pianure e nel corso della sua storia ha subito inondazioni. Ora è protetto da un muro alluvionale di 11 miglia (18 km). Degno di nota è l'East End Bridge (ufficialmente Frank Gatski Memorial Bridge) inaugurato nel 1985, che ha un insolito design asimmetrico con trave strallata ed è uno dei primi ponti di questo tipo nel paese.
Nel censimento del 2000 contava 51 475 abitanti.